# PES 2020
eFootball Pro Evolution Soccer 2020 (abbreviato ufficialmente in eFootball PES 2020 oppure come PES 2020 e conosciuto in Asia come Winning Eleven 2020) è un videogioco di calcio, sviluppato da Konami e appartenente alla serie PES, uscito sul mercato il 10 settembre 2019 in Nord America e in Europa, e in Giappone il 12 settembre 2019 per le piattaforme PlayStation 4, Xbox One e Microsoft Windows. Si tratta del diciannovesimo capitolo della serie.

## Modalità di gioco
Modalità offline:
- Esibizione
- Diventa un mito (Become a legend)
- Campionato Master (Master League)
- Selezione casuale (Random Selection Match)

Modalità online:
- Co-op
- My Club
- Match Day

### Novità
- Tornano nel gioco la LaLiga2 e la Serie BKT, quest’ultima licenziata ed entrambe con giocatori reali.
- Nuova inquadratura più realistica rispetto alla precedente, sulla trasmissione in diretta.
- Nella grafica è presente un nuovo sistema di gestione dell’illuminazione e ci sono modelli dei giocatori migliorati, filmati e replay più realistici.
- La Master League è quella oggetto di maggiori novità nell’edizione 2020. In particolare sono stati rinnovati i dialoghi e ci sono ulteriori possibilità di personalizzare la propria storia calcistica: si può creare e personalizzare i loghi degli sponsor che sono visibili nei cartelloni pubblicitari durante le interviste e nel menù principale, si può personalizzare completamente l’aspetto del proprio allenatore grazie a una tecnologia avanzata di scansione 3D, e si può scegliere come tecnico un avatar di una delle leggende presenti nel gioco, fra cui Maradona, Zico e Cruijff. Grazie all’introduzione di uno speciale algoritmo, è inoltre rinnovato anche il calciomercato, con le sue dinamiche che risultano molto più realistiche.
- Finesse dribbling – PES 2020 introduce un nuovo dribbling dinamico, concepito grazie alla collaborazione di un campione come Andrés Iniesta. La nuova tecnica di dribbling permette di migliorare il ‘First Touch’ e la costruzione del gioco in fase di possesso palla.
- La nuova modalità ‘Matchday’ – È stata introdotta una modalità online che cerca di riprodurre l'essenza stessa del tifo e condensarla in un evento a tempo (la finestra dura tre ore) in cui non solo c'è in palio l'onore e la difesa dei propri colori, ma anche la possibilità di ricevere diverse ricompense in base alla quantità di Punti Evento che si vanno ad accumulare. Una volta selezionata una fazione, gli utenti possono sfidare, nel corso di diverse giornate, i rivali dello schieramento opposto nelle Partite del Group Stage. L'obbiettivo è quello di ottenere Punti Evento, che possono essere guadagnati giocando gli incontri e segnando più goal possibili. Conclusa questa fase, infine, vengono analizzati i risultati di tutti i match giocati e viene operata la scrematura che elegge i migliori cinquecento giocatori della settimana. Alla fine, i due utenti che avranno garantito le migliori prestazioni in ciascuno schieramento saranno selezionati per contendersi la finalissima che decreterà, in live stream, la fazione vincitrice.[1]
- Nella Premier League non c'è più la licenza completa del Liverpool, ma tornerà quella del Manchester United.
- Partnership ufficiale con il Bayern Monaco con kit ufficiali, 3D scan di tutti i giocatori e l'esclusiva dell'Allianz Arena.
- Il 16 Luglio 2019 fu annunciata una partnership esclusiva con la Juventus, grazie alla quale, eFootball PES 2020 diventò l’unico videogioco per console dove è stato possibile usare i bianconeri. In più, il team di sviluppo di Konami ha avuto accesso ai giocatori per ricrearne i profili nel modo più preciso possibile, attraverso la tecnologia full-body 3D scan. Grazie all’accordo esclusivo concesso a Konami, l’iconico Allianz Stadium, è stato ricreato con un livello di dettaglio senza eguali.
- Il 26 luglio 2019 la Konami annunciò la presenza della Série B brasiliana, con licenza esclusiva. È stata la prima volta che questo campionato è presente in un videogioco.
- Il 19 agosto 2019 la Konami annunciò che la Serie A TIM fu completamente licenziata con loghi, trofeo e altri dettagli riguardanti la competizione. L’ultima volta che il massimo campionato italiano era apparso su licenza in un gioco di questa serie risale addirittura a PES 2008.
- Il 9 ottobre 2019 la Konami annunciò che la Serie B fu licenziata con un successivo DLC gratuito.
- Il 12 dicembre 2019 fu annunciata la nuova partnership con la squadra neopromossa all'epoca nella Liga, il Mallorca.
- Konami annunciò che il 4 giugno 2020 il gioco avrebbe avuti un DLC gratuito contenente la competizione ufficiale UEFA Euro 2020 con più di 55 nazionali europee disponibili.

## Competizioni
Le seguenti competizioni sono presenti in PES 2020:
| Squadre di club                | Squadre di club              | Squadre di club                | Squadre di club | Squadre di club                                   |
| Nazionali                      | Nazionali                    | Nazionali                      | Nazionali       | Nazionali                                         |
| Regione                        | Competizione / nome fittizio | Competizione / nome fittizio   | Licenza         | Note                                              |
| ------------------------------ | ---------------------------- | ------------------------------ | --------------- | ------------------------------------------------- |
| Belgio                         | Jupiler Pro League           | Jupiler Pro League             | 1               |                                                   |
| Belgio                         | Coupe de Belgique            | Coupe de Belgique              | 2               |                                                   |
| Belgio                         | Supercoppa del Belgio        | Supercoppa del Belgio          | 2               |                                                   |
| Danimarca                      | Superligaen                  | Superligaen                    | 1               |                                                   |
| Danimarca                      | Coppa di Danimarca           | Coppa di Danimarca             | 2               |                                                   |
| Inghilterra e Galles           | Premier League               | English League                 | 3               | con licenza: Arsenal FC e Manchester United.      |
| Inghilterra e Galles           | EFL Championship             | English 2nd Division           | 4               |                                                   |
| Inghilterra e Galles           | FA Cup                       | Football England Cup           | 3               |                                                   |
| Inghilterra e Galles           | Community Shield             | England Super Cup              | 3               |                                                   |
| Francia e Principato di Monaco | Ligue 1                      | Ligue 1                        | 1               |                                                   |
| Francia e Principato di Monaco | Ligue 2                      | Ligue 2                        | 1               |                                                   |
| Francia e Principato di Monaco | Coupe de la Ligue            | Coupe de la Ligue              | 1               |                                                   |
| Francia e Principato di Monaco | Coupe de France              | Coupe de France                | 1               |                                                   |
| Francia e Principato di Monaco | Trophée des Champions        | France Super Coupe             | 2               |                                                   |
| Italia                         | Serie A TIM                  | Serie A TIM                    | 1               | senza licenza: Brescia                            |
| Italia                         | Serie BKT                    | Serie BKT                      | 1               | disponibile dal 24 ottobre con il DATA PACK 2.0   |
| Italia                         | Coppa Italia                 | Coppa Italia                   | 1               |                                                   |
| Italia                         | Supercoppa italiana          | Supercoppa italiana            | 1               |                                                   |
| Paesi Bassi                    | Eredivisie                   | Eredivisie                     | 1               |                                                   |
| Paesi Bassi                    | KNVB Beker                   | Nederlandse Beker              | 2               |                                                   |
| Paesi Bassi                    | Johan Cruijff-schaal         | Nederlandse Super Cup          | 2               |                                                   |
| Portogallo                     | Primeira Liga                | Primeira Liga                  | 1               |                                                   |
| Portogallo                     | Taça de Portugal             | Taça Portuguesa                | 2               |                                                   |
| Portogallo                     | Supertaça de Portugal        | Portuguesa - Supertaça         | 2               |                                                   |
| Russia                         | Prem'er-Liga                 | Prem'er-Liga                   | 1               |                                                   |
| Russia                         | Kubok Rossii                 | Kubok Rossii                   | 2               |                                                   |
| Russia                         | Superkubok Rossii            | Superkubok Rossii              | 2               |                                                   |
| Scozia                         | Scottish Premiership         | Scottish Premiership           | 1               |                                                   |
| Scozia                         | Scottish Cup                 | Scottish Cup                   | 2               |                                                   |
| Spagna                         | LaLiga                       | España - División 1            | 3               | con licenza: FC Barcelona e RCD Mallorca          |
| Spagna                         | LaLiga2                      | España - División 2            | 4               |                                                   |
| Spagna                         | Copa del Rey                 | Copa de España                 | 3               |                                                   |
| Spagna                         | Supercopa de España          | España - Supercopa             | 3               |                                                   |
| Svizzera                       | Super League (Svizzera)      | Super League (Svizzera)        | 1               |                                                   |
| Svizzera                       | Coppa Svizzera               | Coppa Svizzera                 | 2               |                                                   |
| Turchia                        | Süper Lig                    | Süper Lig                      | 1               |                                                   |
| Turchia                        | Türkiye Kupası               | Coppa di Turchia               | 2               |                                                   |
| Turchia                        | Türkiye Süper Kupası         | Turchia - Supercoppa           | 2               |                                                   |
| Brasile                        | Campeonato Brasileiro        | Campeonato Brasileiro          | 1               |                                                   |
| Brasile                        | Serie B                      | Serie B                        | 1               |                                                   |
| Brasile                        | Copa do Brasil               | Copa Brasileira                | 2               |                                                   |
| Argentina                      | Primera Division             | Primera Division               | 1               |                                                   |
| Argentina                      | Copa Argentina               | Copa de Argentina              | 2               |                                                   |
| Argentina                      | Supercopa Argentina          | Argentina - Supercopa          | 2               |                                                   |
| Cile                           | Primera División             | Primera División               | 1               |                                                   |
| Cile                           | Copa Chile                   | Copa de Chile                  | 2               |                                                   |
| Colombia                       | Liga Betplay Dimayor         | Liga Colombiana                | 4               | senza licenza dal 5 dicembre con il DATA PACK 3.0 |
| Colombia                       | Copa Colombia                | Copa Colombia                  | 2               |                                                   |
| Colombia                       | Superliga Águila             | Supercopa Colombia             | 2               |                                                   |
| Cina                           | Super League (Cina)          | Super League (Cina)            | 1               |                                                   |
| Cina                           | Coppa della Cina             | Coppa della Cina               | 2               |                                                   |
| Cina                           | Supercoppa di Cina           | Supercoppa di Cina             | 2               |                                                   |
| Thailandia                     | Thai League 1                | Thai League 1                  | 1               |                                                   |
| Thailandia                     | Thai FA Cup                  | Thai FA Cup                    | 2               |                                                   |
| Thailandia                     | Thai League Cup              | Thai League Cup                | 2               |                                                   |
| Internazionali                 |                              |                                |                 |                                                   |
| Globale                        | FIFA Club World Cup          | Club International Cup         | 5               |                                                   |
| Globale                        | International Champions Cup  | International Champions Cup    | 1               |                                                   |
| Europa                         | UEFA Champions League        | Campeonato de Clubes de Europa | 5               |                                                   |
| Europa                         | UEFA Europa League           | Copa Máster de Europa          | 5               |                                                   |
| Europa                         | UEFA Super Cup               | Supercopa de Europa            | 5               |                                                   |
| America del Sud                | CONMEBOL Libertadores        | Campeonato Sudamericano        | 5               |                                                   |
| Asia                           | AFC Champions League         | AFC Champions League           | 1               |                                                   |
| Fittizi                        |                              |                                |                 |                                                   |
| Globale                        | Liga Konami                  | Liga Konami                    |                 |                                                   |
| Globale                        | Copa Konami                  |                                |                 |                                                   |
| Europa                         | Liga PEU                     | Liga PEU                       |                 |                                                   |
| Europa                         | Copa PEU                     |                                |                 |                                                   |
| Europa                         | Supercopa de la PEU          |                                |                 |                                                   |
| America del Sud                | Liga PLA                     | Liga PLA                       |                 |                                                   |
| America del Sud                | Copa PLA                     |                                |                 |                                                   |
| Asia                           | Liga PAS                     | Liga PAS                       |                 |                                                   |
| Asia                           | Copa PAS                     |                                |                 |                                                   |
| Asia                           | Supercopa de la PAS          |                                |                 |                                                   |

| Squadre nazionali | Squadre nazionali | Squadre nazionali | Squadre nazionali |
| Regione           | Competizione      | Competizione      | Licenza           |
| ----------------- | ----------------- | ----------------- | ----------------- |
| Globale           | FIFA World Cup    | International Cup | 5                 |
| Europa            | UEFA Euro         | UEFA Euro         | 1                 |
| America           | Copa América      | American Cup      | 5                 |
| Asia e Oceania    | Coppa d'Asia      | Asia Ocenian Cup  | 5                 |
| Africa            | Coppa d'Africa    | African Cup       | 5                 |

1: Licenza completa.
2: Licenza per uniformi e giocatori.
3: Licenza solo per alcune squadre.
4: Licenza solo per i giocatori.
5: Senza licenza.

## Icone
Come testimonial del videogioco la KONAMI ha scelto: Miralem Pjanić, Serge Gnabry, Lionel Messi e Scott McTominay. Tutti questi giocatori appartengono alle squadre con cui Konami ha stretto una partnership: la Juventus (esclusiva per 3 anni con stadio incluso), il Bayern Monaco (ritorna dopo 5 anni con stadio incluso), il Barcellona (rinnovata) e il Manchester United (torna in PES dopo 4 anni insieme al suo iconico stadio). Come nei 2 titoli precedenti, sono parte del gioco i calciatori della sezione "Leggende ", come Pavel Nedvěd, Ronaldinho o Francesco Totti).